# Meja (componist en zangeres)

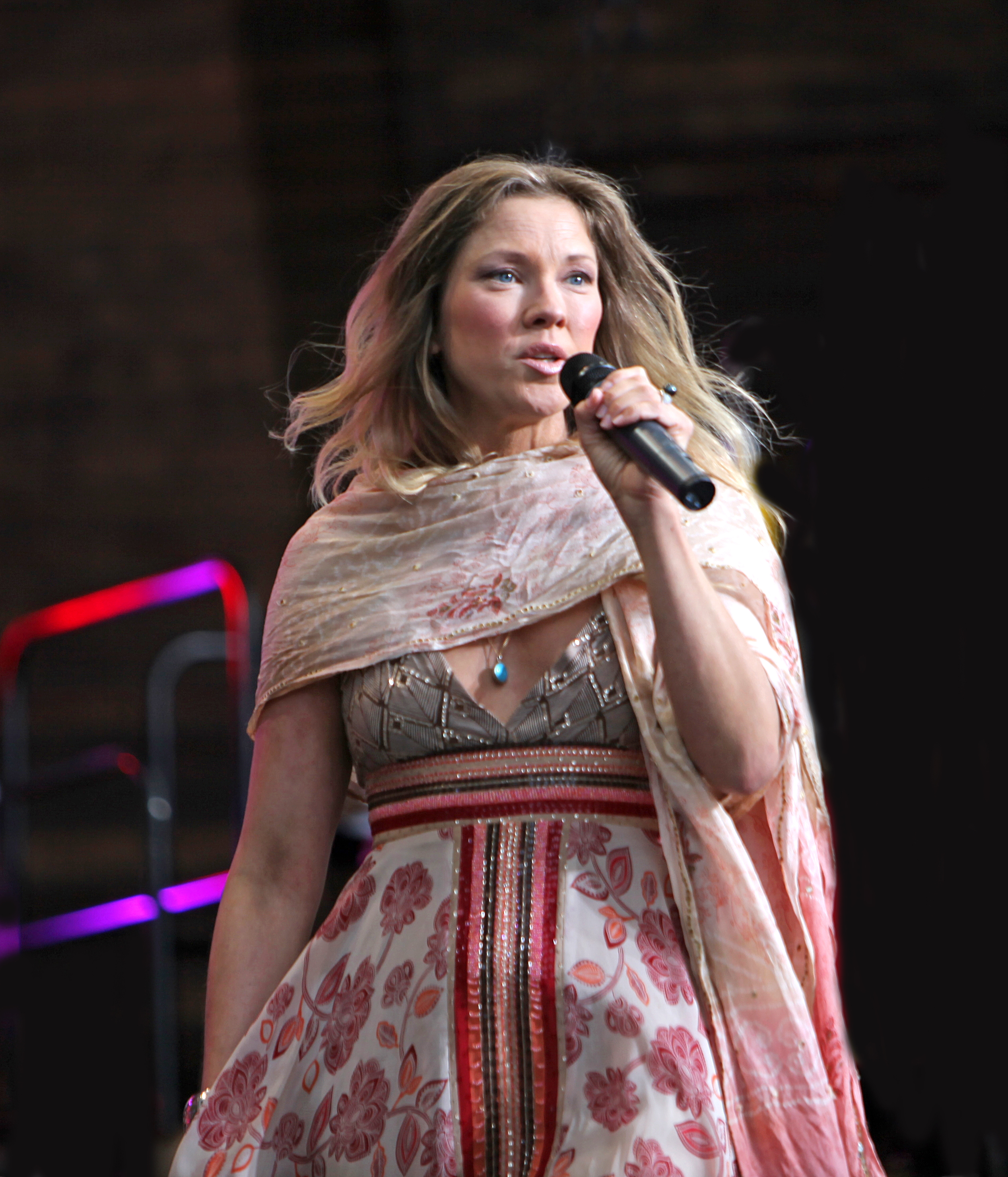
Meja in 2009

Meja Anna Pernilla Kullersten, eerder Anna Pernilla Bäckman,  geboren Torndahl (Nynäshamn, 12 februari 1969) is een Zweedse componiste en zangeres beter bekend onder haar artiestennaam "Meja" (M-éé-ja). Haar bekendste nummers zijn All 'bout The Money, dat later als titelsong werd gebruikt voor het RTL 4-programma De Frogers: Effe geen cent te makken, en Private Emotion (duet met Ricky Martin).

## Biografie
De loopbaan in de muziek begon voor Meja in 1992. In dat jaar werkte ze mee aan het project Legacy of Sound, een band waar ze enkele jaren de leadzangeres van was en die in 1993 een hit had in de Verenigde Staten met het nummer Happy. In 1994 ging Meja op solotournee. Ze kwam in aanraking met manager Lasse Karlsson en producer Douglass Carr. Met hen vormde ze het geluid dat uiteindelijk te horen viel op haar titelloze debuutalbum dat in 1996 op de Scandinavische markt verscheen en hits als How Crazy Are You? en Rainbow bevatte. Niet alleen in Scandivanië werd de plaat een bestseller, ook in Japan bleek Meja aan te slaan. Uiteindelijk werden er zo’n 2 miljoen stuks van het debuut verkocht en sleepte de zangeres allerlei prijzen in de wacht voor haar prestaties.
In 1998 was het tijd voor haar tweede album. De titel was Seven Sisters en bevatte een selectie liedjes, opnieuw grotendeels door haar zelf geschreven of in samenwerking met Douglass Carr. Ook werkte Jonas Berggren, lid van popgroep Ace of Base, aan een liedje mee. Opnieuw wist Meja met een album hoge ogen te gooien, onder andere in Japan. De plaat bevatte hits als All 'bout The Money, Pop & Television en Intimacy. All 'bout The Money werd in vele Europese landen gelanceerd als Meja’s eerste single, aangezien ze buiten Scandinavië nog nergens platen had verkocht, op Japan na. De single bleek een succes te worden en kreeg diverse top 10-noteringen, waaronder in Nederland. Dit zou uiteindelijk de enige succesvolle hit voor Meja in Europa zijn, want het werk dat daarna werd uitgebracht, wist de hitlijsten niet te bereiken.
Meja had intussen haar tijd gestoken in het maken van een derde plaat, die in 2001 moest uitkomen. Zanger Ricky Martin vroeg haar in 1999 mee te werken aan het nummer Private Emotion, dat op zijn eerste Engelstalige album moest komen te staan. Het nummer werd later dat jaar ook op single uitgebracht en werd een redelijke hit. Zoals ze had aangegeven bracht Meja in 2001 haar derde plaat uit, getiteld Realitales. Als voorloper verscheen de single Hippies In The 60’s. Hierin was duidelijk te horen dat Meja een wat meer rockachtige koers was opgegaan. De verkoop in Zweden ging redelijk goed en ondanks een koele ontvangst in Japan bereikte het de eerste plaats in de hitlijsten.
Om het album te promoten ging Meja weer op tournee en deed diverse ervaringen op, die later weer gebruikt zou worden voor de opnamen van haar vierde album. Van Realitales werd later nog de single Spirits uitgebracht. 
Hierna nam Meja een pauze. Met Richard Odgen werkte ze aan een nieuwe plaat die de akoestische kant op zou gaan. Dit resulteerde in het album Mellow, volgens de Zweedse pers een zwakke en softe plaat. Het album werd een flop, zowel in Zweden als in Japan. Begin 2005 verscheen er een verzamelalbum van de zangeres, The Nu Essential, met bekend werk en nog niet eerder uitgebracht materiaal.
Enige tijd geleden kreeg ze een aanbieding om de rol van Maria Magdalena te spelen in de Zweedse musicalversie van Jesus Christ Superstar, maar wegens haar verplichting rondom een nieuw album, moest de zangeres de rol aan zich voorbij laten gaan.

## Discografie

### Albums
- Meja (1996)
- Live in Japan (1997)
- Seven Sisters (1998)
- The Flower Girl Jam
- My Best
- Realitales (2001)
- Mellow (2004)
- The Nu Essential (2005)

### Singles
| Single met eventuele hitnotering(en) in de Nederlandse Top 40 | Datum van verschijnen | Datum van binnenkomst | Hoogste positie | Aantal weken | Opmerkingen      |
| ------------------------------------------------------------- | --------------------- | --------------------- | --------------- | ------------ | ---------------- |
| All 'Bout The Money                                           |                       | 31-10-1998            | 8               | 12           |                  |
| Private Emotion                                               |                       | 22-4-2000             | 29              | 7            | met Ricky Martin |

- "Welcome To The Fanclub Of Love"
- "How Crazy are You?"
- "Raibow"
- "All 'bout the Money"
- "Intimacy"
- "Pop and Television"
- "Lay Me Down"
- "Private Emotion" (met Ricky Martin)
- "Hippies in the 60's"
- "Spirits"
- "I'm Here Saying Nothing"
- "Wake Up Call"
- "Life Is A River"